# Pallig Tokesen
Pallig Tokesen (F. før 975 – D. 13. november 1002) var en dansk stormand og høvding, der blev rekrutteret af den engelske kong Ethelred II og gjort til jarl af Devonshire. Han blev gift med Gunhild Haraldsdatter, der var datter af den danske konge Harald Blåtand. Han blev dræbt sammen med sin kone og søn i massakren Danemordet i England i november 1002.